# UFC Live: Cruz vs. Johnson
UFC Live: Cruz vs. Johnson（ユーエフシー・ライブ：クルーズ・バーサス・ジョンソン、別名UFC on Versus 6）は、アメリカ合衆国の総合格闘技団体「UFC」の大会の一つ。2011年10月1日、ワシントンD.C.のベライゾン・センターで開催された。

## 大会概要
UFC初のワシントンD.C.開催となった本大会ではドミニク・クルーズとデメトリアス・ジョンソンによるUFC世界バンタム級タイトルマッチが組まれた。
キャリア6戦全勝のジョセフ・サンドバルがUFCデビュー。

## 試合結果

### プレリミナリーカード
第1試合 バンタム級ワンマッチ 5分3R
○  ワレル・ワトソン vs.  ジョセフ・サンドバル ×
1R 1:17 TKO（スタンドパンチ連打）
第2試合 ウェルター級ワンマッチ 5分3R
○  ジョシュ・ニアー vs.  キース・ウィスニエフスキー ×
2R終了時 TKO（ドクターストップ）
第3試合 ライト級ワンマッチ 5分3R
○  TJ・グラント vs.  シェーン・ローラー ×
3R 2:12 TKO（腕ひしぎ十字固め）
第4試合 138ポンド契約ワンマッチ 5分3R
○  マイク・イーストン vs.  バイロン・ブラッドワース ×
2R 4:52 TKO（膝蹴り→パウンド）
※ブラッドワースの体重超過によりバンタム級から変更。
第5試合 ライト級ワンマッチ 5分3R
○  ポール・サス vs.  マイケル・ジョンソン ×
1R 3:00 ヒールフック
第6試合 ライト級ワンマッチ 5分3R
○  イーブス・エドワーズ vs.  ハファエロ・オリヴェイラ ×
2R 2:44 TKO（左ハイキック→パウンド）

### メインカード
第7試合 ライト級ワンマッチ 5分3R
○  マット・ワイマン vs.  マック・ダンジグ ×
3R終了 判定3-0（29-28、29-28、29-28）
第8試合 ウェルター級ワンマッチ 5分3R
○  アンソニー・ジョンソン vs.  チャーリー・ブレネマン ×
1R 2:49 KO（左ハイキック）
第9試合 ヘビー級ワンマッチ 5分3R
○  ステファン・ストルーフェ vs.  パット・バリー ×
2R 3:22 三角絞め
第10試合 UFC世界バンタム級タイトルマッチ 5分5R
○  ドミニク・クルーズ vs.  デメトリアス・ジョンソン ×
5R終了 判定3-0（50-45、49-46、50-45）
※クルーズが2度目の防衛に成功。

### 各賞
ファイト・オブ・ザ・ナイト： マット・ワイマン vs. マック・ダンジグ
ノックアウト・オブ・ザ・ナイト： アンソニー・ジョンソン
サブミッション・オブ・ザ・ナイト： ステファン・ストルーフェ
各選手にはボーナスとして65,000ドルが支給された。